# Stenocranus koreanus
Stenocranus koreanus är en insektsart som beskrevs av Matsumura 1935. Stenocranus koreanus ingår i släktet Stenocranus och familjen sporrstritar. Inga underarter finns listade i Catalogue of Life.